# Білоног Юрій Григорович
Ю́рій Григо́рович Білоно́г (нар. 9 березня 1974, Білопілля) — український легкоатлет (штовхання ядра) і тренер.

## Біографічна довідка
У 1996—2000  роках навчався у Національному університеті фізичного виховання і спорту (Київ).
18 серпня 2004 року Білоног завоював золоту медаль на Олімпіаді в Афінах. Змагання проводилися на древньому стадіоні в Олімпії. Однак 2012 року після повторного аналізу допінг-проби Білонога в ній виявили заборонений препарат оксандролон. 1 грудня 2012 року рішенням Дисциплінарного комітету МОК Юрія Білонога дискваліфіковано з Олімпійських ігор 2004 року і позбавлено медалі.
Чемпіон Європи 2002 року. Бронзовий медаліст чемпіонату світу 2003 року.
Живе в Одесі.
Зріст 200 см, вага 139 кг. Найкращий результат — 21 м 81 см.
Серед вихованців — Катерина Карсак.

## Державні нагороди
- Орден «За заслуги» II ст. (18 вересня 2004) — за досягнення значних спортивних результатів на XXVIII літніх Олімпійських іграх в Афінах, піднесення міжнародного авторитету України[2]
- Орден «За заслуги» III ст. (10 вересня 1997) — за видатні спортивні досягнення, вагомий особистий внесок в утвердження авторитету України в світі[3]